# Gangsta's Paradise
„Gangsta's Paradise“ (в превод: Гангстерски рай) е песен на американския рапър Кулио, с участието на певеца LV. Има и албум със същото име.
Песента е дълга 4 минути и е от 8 август 1995 г.
„Gangsta's Paradise“ е под номер 85 на най-велики песни на всички времена Билборд и номер 1 най-продавания сингъл в САЩ.
В Австралия песента остава номер 1 за 14 седмици. В САЩ песента е две седмици в топ 2.
|  | Тази страница частично или изцяло представлява превод на страницата Gangsta's Paradise в Уикипедия на английски. Оригиналният текст, както и този превод, са защитени от Лиценза „Криейтив Комънс – Признание – Споделяне на споделеното“, а за съдържание, създадено преди юни 2009 година – от Лиценза за свободна документация на ГНУ. Прегледайте историята на редакциите на оригиналната страница, както и на преводната страница, за да видите списъка на съавторите. ВАЖНО: Този шаблон се отнася единствено до авторските права върху съдържанието на статията. Добавянето му не отменя изискването да се посочват конкретни източници на твърденията, които да бъдат благонадеждни. |